# Ingeleben
Ingeleben är en ortsteil i kommunen Söllingen i Landkreis Helmstedt i förbundslandet Niedersachsen i Tyskland. Ingeleben var en kommun fram till 1 november 2016 när den uppgick i Söllingen. Ingeleben hade 373 invånare 2016.